# Sachnormverweisung
Sachnormverweisung ist eine Art der kollisionsrechtlichen Verweisung bei Rechtsfällen mit Auslandsbezug in einer Verweisungsnorm. 
Sachnormverweisungen bestimmen unmittelbar die auf einen Sachverhalt mit Auslandsberührung anwendbaren Sachnormen des betreffenden Rechts, auf das verwiesen wird. 
Im Gegensatz zur Gesamtverweisung wird nicht umfassend auf das Recht eines anderen Staates unter Einschluss dessen IPR-Rechts verwiesen, sondern nur auf dessen Sachnormen. 
Sachnormverweisungen verweisen also auf diejenigen Sachnormen einer fremden Rechtsordnung unter Ausschluss des fremden Kollisionsrechts, die nach Feststellung der einschlägigen lex causae auf den Sachverhalt anzuwenden sind. Sie liegen nur vor, wenn das Gesetz es ausdrücklich vorsieht oder eine Gesamtnormverweisung dem Sinn der Verweisung widersprechen würde (vgl. Art. 4 I Satz 1, 2. Halbsatz EGBGB für deutsche Verhältnisse). Ein Beispiel für eine ausdrücklich gesetzlich angeordnete Sachnormverweisung ist Art. 4 I S. 2 EGBGB: Erklärt das fremde Kollisionsrecht deutsches Recht für anwendbar, so kommt es zu einer Rückverweisung (sog. "Renvoi") auf deutsches Recht. Es ist aber nicht erneut das deutsche IPR anzuwenden, sondern direkt deutsches Sachrecht, wodurch eine stete Rückverweisung zwischen den Staaten im Sinnes eines Pingpongeffektes und somit ein endloses Hin und Her der Verweisungen zugunsten der Anwendung des Rechts des Forumstaates ausgeschlossen wird (sog. "Heimwärtsstreben"). Gleiches sieht § 5 Abs 2 IPRG für das österreichische Recht vor. 

## Zweck der Sachnormverweisungen
Zweck der Sachnormverweisung ist es, von vornherein Rück- und Weiterverweisungen auszuschließen und das auf einen Sachverhalt mit Auslandsberührung anwendbare Recht sicher festzulegen. 
Der internationale Entscheidungseinklang im (internationalen) Kollisionsrecht tritt hier hinter der Erwägung zurück, das der Rechtsfrage sachlich nahestehendste Recht anzuwenden und die aus Sicht des Forumstaates anzuwendende lex causae endgültig für die Entscheidung des Rechtsfalles zu fixieren.

## Sachnormverweisungen in Deutschland
Entsprechend diesem Zweck sind beispielsweise die folgenden Regelungsbereiche des deutschen IPR mit Sachnormverweisungen ausgestattet:
- Gem. Art. 20 Rom I-VO und Art. 24 Rom II-VO sind alle Verweisungen in den Rom I- und II-Verordnungen Sachnormverweisungen.

- Art. 3a I EGBGB stellt klar, dass Sachnormverweisungen auf eine fremde Rechtsordnung die Anwendung des fremden IPR-Rechtes ausschließen. Es handelt sich insbesondere um folgende Artikel des deutschen IPR: Art. 11, Art. 12 und Art. 17b I Satz 1. Hier will der deutsche Gesetzgeber es bei der Anwendung der ausländischen Sachnormen belassen und eine Rück- oder Weiterverweisung auf das eigene oder das Recht eines dritten Staates verhindern.

- Die Verweisung aufgrund einer vom Gesetz zugelassenen Rechtswahl soll entsprechend dem Zweck der Selbstbestimmung die Anwendung des IPR-Rechtes ausschließen, Art. 4 II EGBGB. Nur so lässt sich die beabsichtigte Geltung des privatautonom bestimmten Rechtes, der vom Berechtigten zur Anwendung bestimmten lex causae sicher realisieren.

- Der sog. "Renvoi" (Rückverweisung) nach Art. 4 I S. 2 EGBGB: siehe oben schon. Grundlegend für die Problematik des "Renvoi" und die Herausbildung des Sachnormprinzips für die Rückverweisungsfälle ist die Forgo-Entscheidung der französischen Cour de Cassation aus dem Jahre 1882.

- Soweit das deutsche IPR deutsches Recht für anwendbar erklärt (z. B. in Art. 9 Satz 2, Art. 13 II, III Satz 1, Art. 24 I Satz 2 EGBGB), bezieht sich dies stets ohne weitere kollisionsrechtliche Prüfung auf die Anwendung deutscher Sachvorschriften.

- Schließlich ergibt sich die wichtigste Einschränkung des Grundprinzips der Gesamtverweisung aus Art. 4 I Satz 1 EGBGB, wenn die Gesamtverweisung "... dem Sinn der Verweisung widerspricht." Dieser Fall kann insbesondere dann eintreten, wenn bei Alternativanknüpfungen, die dem Günstigkeitsprinzip dienen, mehrere fakultative Anknüpfungen wie z. B. bei Art. 19 I EGBGB möglich sind. Art. 19 I EGBGB soll die Feststellung der Abstammung durch mehrere alternative Anknüpfungspunkte erleichtern, wobei zur Anwendung das Recht berufen ist, das für das Kind günstiger ist. Eine Gesamtverweisung mit ihren offenen Rück- und Weiterverweisungsmöglichkeiten wäre hier fehl am Platz und würde den Kreis der möglichen Rechtsordnungen, aus denen das Günstigkeitsprinzip schöpfen könnte, wieder einschränken.

- Verweisungen in völkerrechtlichen Verträgen sind ebenfalls Sachnormverweisungen, weil hier gerade die Vertragsparteien eine endgültige Festlegung im Sinne einer Vereinheitlichung wünschen. Eine Gesamtverweisung mit der Konsequenz der Anwendung der nationalen Kollisionsrechte würde hier wegen möglicher dem Vertrag widersprechender Verweisungen stören.